# Рипа, Чезаре
Чезаре Рипа (итал. Cesare Ripa, 1555, Перуджа — 22 января 1622, Рим) — итальянский литератор, эрудит, учёный-иконограф.

## Биография
Чезаре Рипа родился в Перудже около 1555 года в знатной семье, о чём свидетельствует просьба о рыцарстве, направленная папе Клименту VIII в 1598 году, в которой кардинал Грегорио Петроккини определяет Рипу как «благородно рождённого и достойного человека».
Вероятно, он получил хорошее гуманитарное образование в Перудже и Сиене, затем, после 1578 года, переселился в Рим, где в течение многих лет был помощником кардинала Антона Мариа Сальвиати. Кардинал в 1592 году стал личным советником папы Климента VIII. В своем Палаццо Коллегио Романо (Рalazzo del Collegio Romano) кардинал создал гуманитарный кружок, который посещали писатели и антиквары, в том числе его личный секретарь Порфирио Фелициани, Марчио Милези, коллекционер эпиграфов и поклонник творчества Караваджо, кардинал Маффео Барберини, избранный в 1623 году папой под именем Урбана VIII.
Рипа посещал собрания в Академии Святого Луки, где он, вероятно, познакомился с доминиканским монахом и выдающимся учёным Иньяцио Данти, членом прославленной перуджийской семьи, ранее работавшим иконографом в художественных предприятиях папы Григория XIII. Эта работа в дальнейшем стала отправной точкой для создания многих аллегорий в прославленной «Иконологии» Чезаре Рипы.

## «Иконология»
Имя Чезаре Рипы неразрывно связано с трактатом «Иконология» (Iconologia), первое издание которого, содержащее 699 статей, но без иллюстраций, появилось в Риме в 1593 году. Полное название: «Иконология, или Описание универсальных образов, извлечённых из древности и других мест Чезаре Рипой из Перуджи. Работа не менее полезная, чем это необходимо для поэтов, художников и скульпторов, для представления добродетелей, течения жизней, привязанностей и человеческих страстей» (Iconologia overo Descrittione dell’imagini universali cavate dall’antichità et da altri luoghi da Cesare Ripa perugino. Opera non meno utile che necessaria a poeti, pittori et scultori, per rappresentare le virtù, vitii, affetti et passioni humane). Статьи расположены в алфавитном порядке.
Второе издание 1603 года Рипа посвятил кардиналу Сальвиати. В это издание он добавил более 400 новых «аллегорий» (статей), а также 152 гравюры на дереве, в основном по рисункам Джованни Гуэрра из Модены. На титульном листе Чезаре Рипа назван «кавалером де Санти Маурицио и Лазаро», звание, присвоенное ему 30 марта 1598 года Климентом VIII.
В 1613 году было опубликовано новое издание «Иконологии», сопровождаемое 200 рисунками и 1214 аллегориями и в третий раз из четырёх, посвящённое члену семьи Сальвиати, Филиппо д’Аверардо, известному другу и защитнику Галилео Галилея. Издание увеличилось до 308 изображений, и 1261 аллегорий. Это наиболее читаемое издание было снова опубликовано в Падуе в 1618 году под названием «Новая иконология» (Nova Iconologia), за которым в 1625 году последовала изданная в Венеции «Новейшая иконология» (Novissima Iconologia) (351 иллюстрация и 1309 наименований статей). Всего за тридцать с лишним лет, с 1593 до 1625 года, «Иконология» была напечатана шесть раз, что свидетельствует о большом успехе текста сначала в Италии, а затем благодаря изданиям, вышедшим в Париже (1636), Амстердаме (1644, 1657, 1698), Гамбурге (1659), Франкфурте (1669—1670), Августе (Сицилия, 1704), Лондоне (1709), Нюрбурге (1732—1734) и Делфте (1726, 1743—1750). В разных изданиях текст и иллюстрации значительно различаются. Так, вышедшее в 1758—1760 годах в Аугсбурге немецкое издание содержит сокращённые тексты, однако украшено великолепными гравюрами на меди Иеремии Ваксмута.
При создании своей «Иконологии» Чезаре Рипа стремился использовать и свести воедино все доступные в его время источники античных, средневековых и ренессансных авторов. Среди них: «Психомахия» Пруденция, сочинение о борьбе добродетелей и пороков в душе человека (ок. 400 г.), «О бракосочетании Филологии и Меркурия» — сочинение Марциана Капеллы (ок. 480 г.), в котором аллегории христианских пороков и добродетелей представлены соответственно гуманитарным наукам эпохи Возрождения. А также: «Полиантея» Доменико Нани Мирабелли (1400-е гг.), содержащие переложения отрывков языческих и христианских авторов, «Гипнэротомахия Полифила» Франческо Колонны (1499), «Эмблемата» («Книга эмблем») Андреа Альчато (1522), отрывки из текстов Паоло Джовио, Акилле Бокки, «Иероглифика, или Толкования священных письмен египтян» (1556) Пьеро Валериано и многое другое.
Некоторые из этих книг, а также «Генеалогия языческих богов» в 15 книгах («De genealogia deorum gentilium») Джованни Боккаччо или «Неистовый Роланд» Лудовико Ариосто, имелись в богатой библиотеке кардинала Сальвиати. Свод источников Чезаре Рипы свидетельствует о его эрудиции, знании истории культуры. Знатоками «антиков», эпиграфики, нумизматики и литературы были его друзья и сотрудники: Фульвио Мариоттелли и Просперо Подиани, члены «Академии безрассудных» (Accademia degli Insensati) в Перудже и консультанты по некоторым аллегориям иконологии, такие как филолог Джованни Дзаратино Кастеллини.
«Иконология» Чезаре Рипы стала подлинной иконографической энциклопедией для художников эпохи барокко, незаменимым источником сведений в области мифологии, литературы, изобразительного искусства. Однако теоретики и художники неоклассицизма часто демонстрировали негативное отношение к тексту, считая его примитивным и даже неграмотным. Так И. И. Винкельман в статье «Попытка аллегории в отношении к искусству» (Versuch einer Allegorie, besonders für die Kunst; 1766) дал уничижительную характеристику иллюстрациям книги: «сформированных, придуманных и грубо высеченных, как если бы они принадлежали реальным древним памятникам, но следует предположить, что автор ничего не знал ни о статуях, ни о резных мраморах или монетах».
Подлинная слава началась только после смерти автора, но, она касалась в основном не личности создателя, а самой «Иконологии». Заголовок этой книги приобрёл со временем значение важного научного термина, означающего определённый подход и метод изучения искусства.
Многие художники использовали книгу Чезаре Рипы в качестве пособия при создании своих композиций. Наиболее известный пример: картина Я.Вермера Дельфтского «Аллегория живописи».
До настоящего времени «Иконология» Чезаре Рипы остаётся важным источником для понимания и расшифровки сложных аллегорических образов в искусстве и литературе эпох Ренессанса, барокко и классицизма.

## Галерея

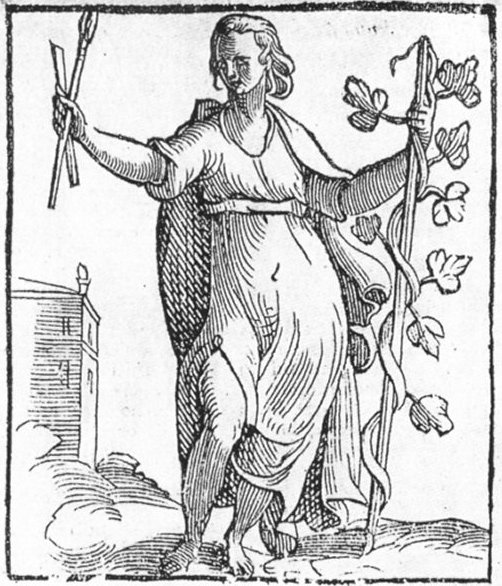
Аллегория искусства. 1603
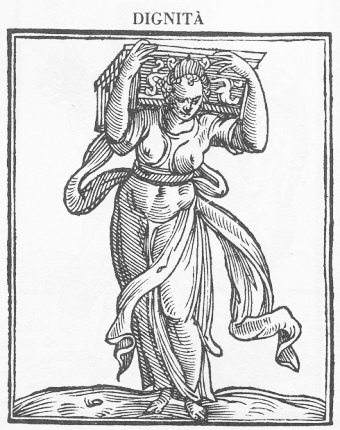
Аллегория достоинства. 1603
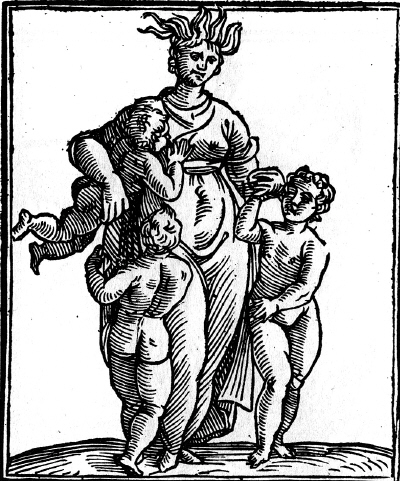
Аллегория милосердия. 1603
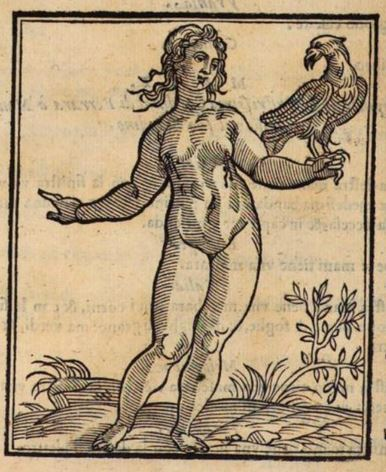
Аллегория природы. 1603
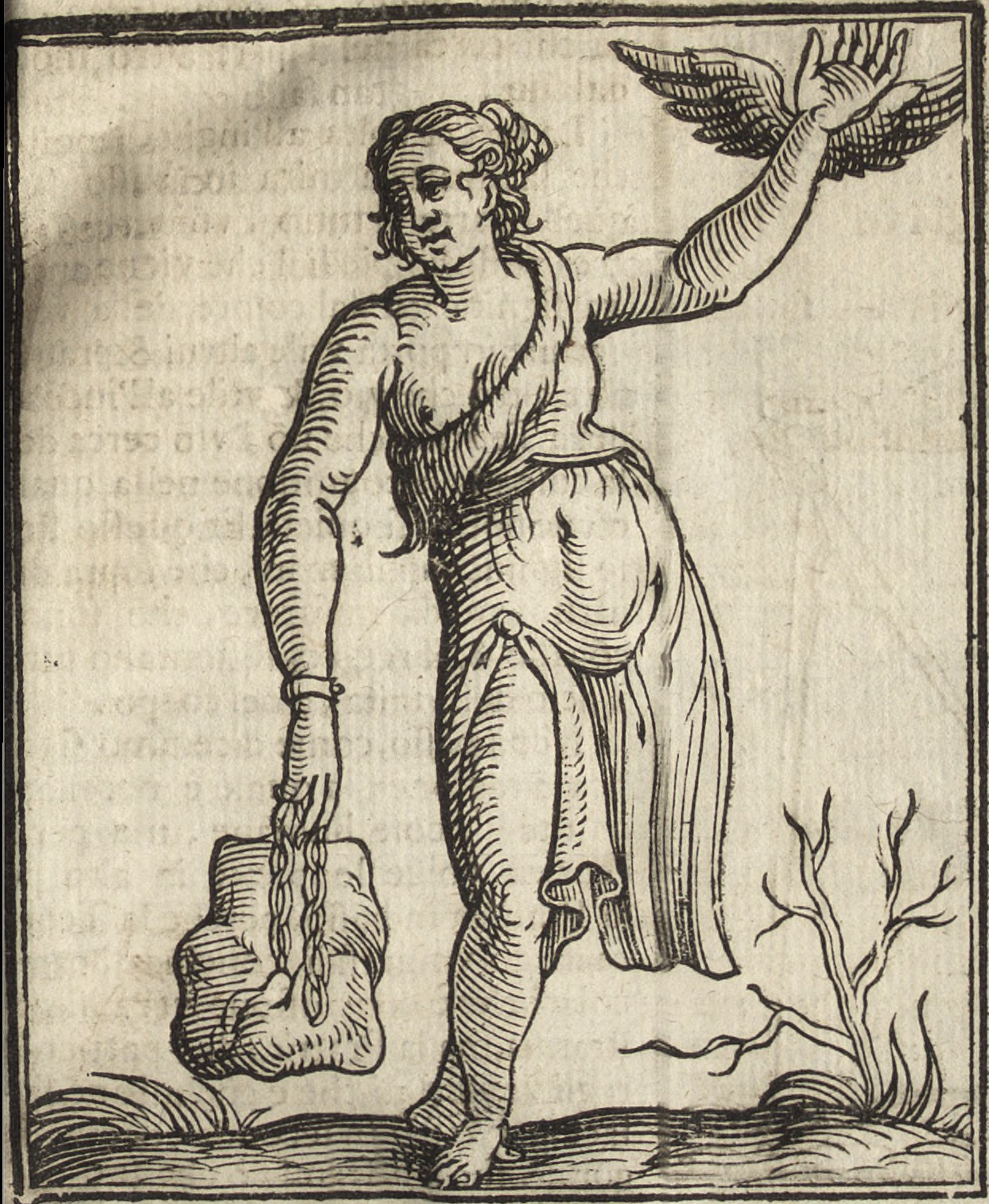
Аллегория противоборства человеческих страстей. Издание 1669 года
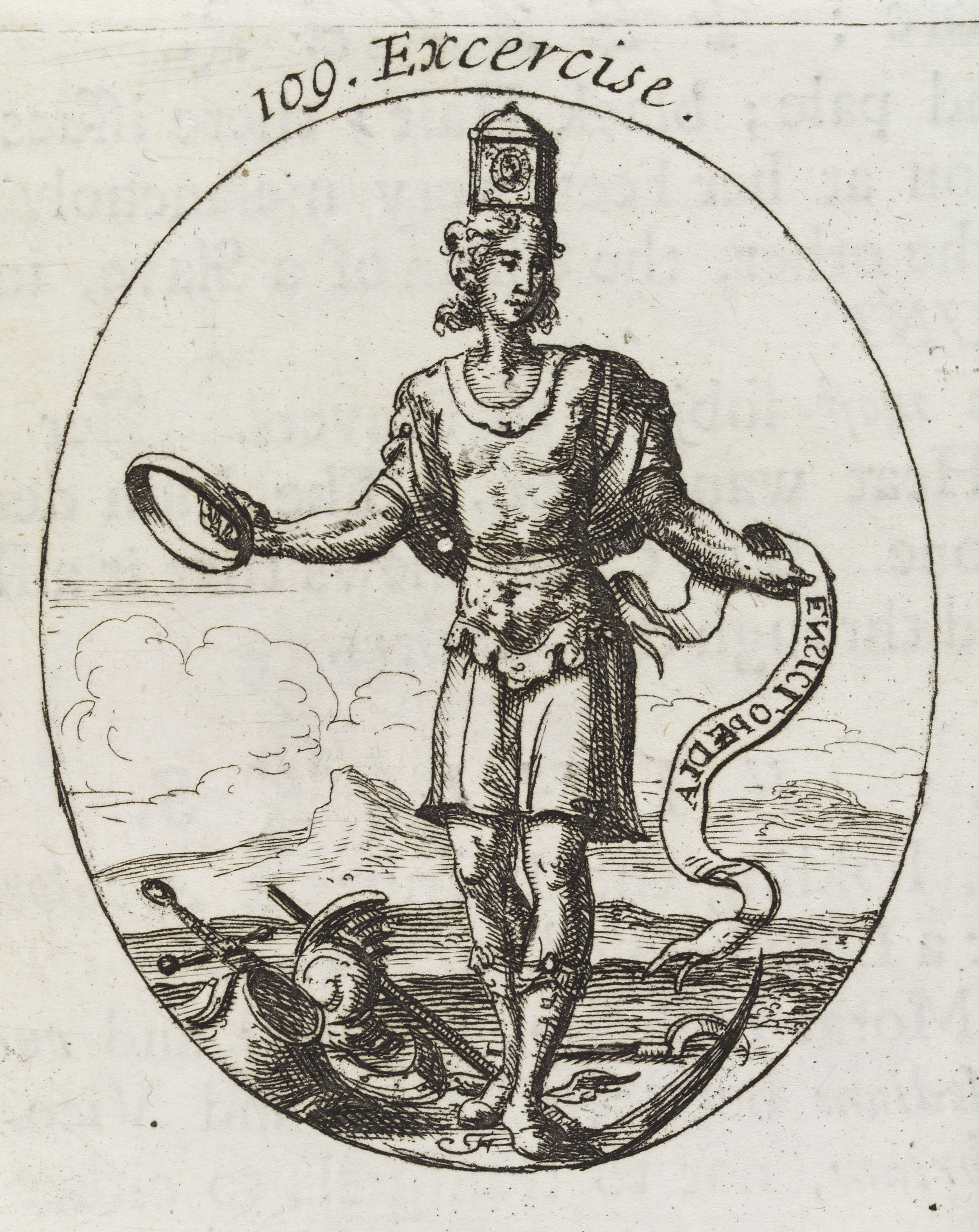
Аллегория «Упражнения» из издания 1709 года
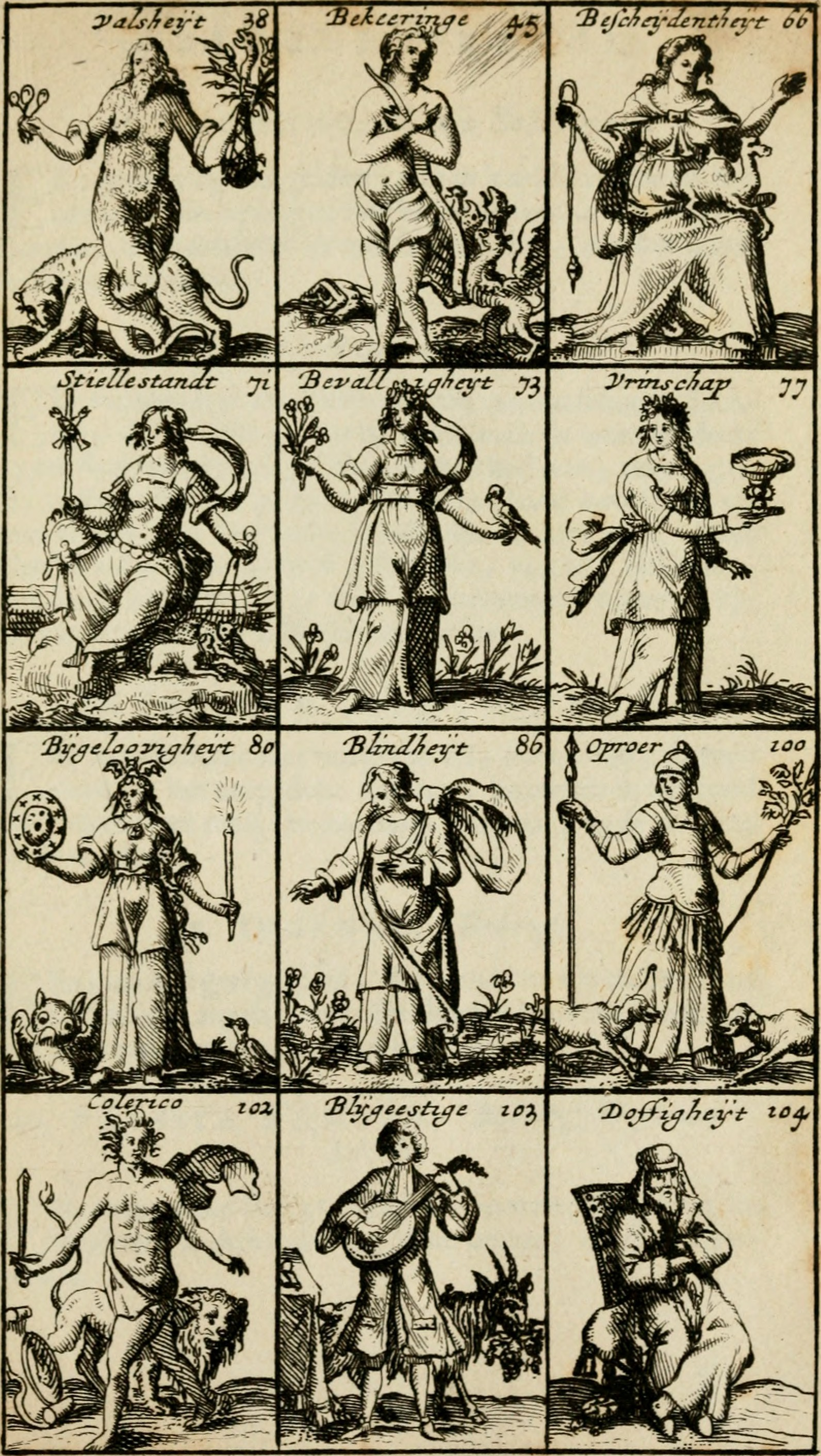
Иллюстрация из немецкого издания 1717 года

## Дополнения
- Полный текст иллюстированного издания (на англ. языке)
- Иллюстрации из издания аббата Чезаре Орланди (1764)
- The Hertel Edition